# Shidei Tsunamasa

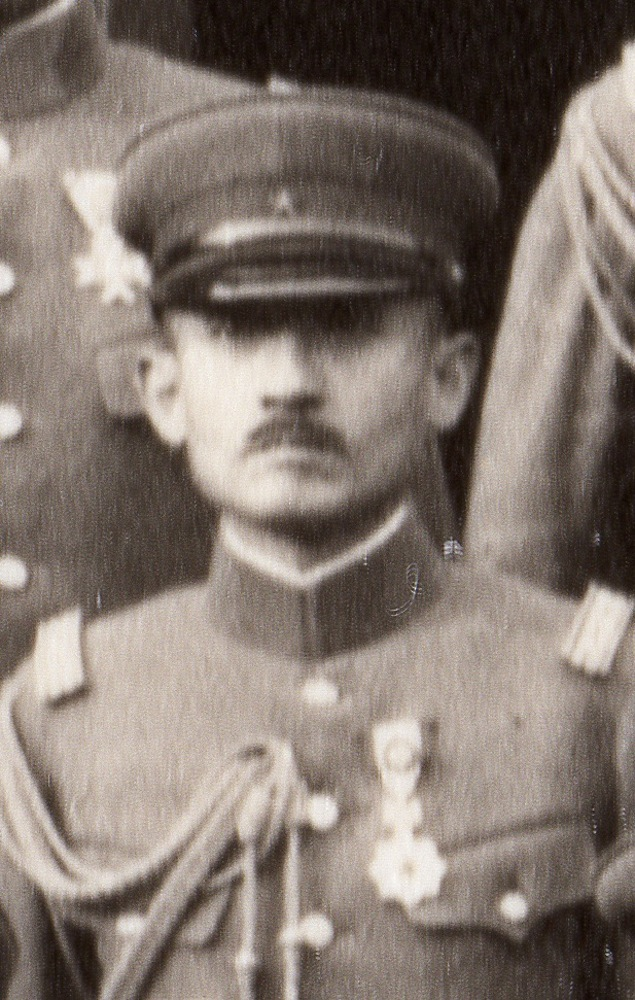
Shidei Tsunamasa (1937)

Shidei Tsunamasa (japanisch 四手井 綱正; * 27. Januar 1895 in Kyōto; † 18. August 1945 bei einem Flugzeugabsturz bei Taipeh, Kolonie Taiwan) war ein japanischer Offizier, der als Generalleutnant während des Zweiten Weltkrieges unter anderem von 1942 bis 1944 Chef des Stabes der 1. Regionalarmee sowie 1945 Chef des Stabes der Regionalarmee Burma. Berichten zufolge kam er bei demselben Flugzeugabsturz wie auch Subhas Chandra Bose, Anführer der Legion Freies Indien, ums Leben.

## Leben
Shidei Tsunamasa begann nach dem Schulbesuch als Offiziersanwärter eine Ausbildung an der Heeresoffizierschule (Rikugun Shikan Gakkō) und wurde nach deren Abschluss 1915 in die Kaiserlich Japanische Armee (Dai-Nippon Teikoku Rikugun) übernommen. In der Folgezeit fand er verschiedene Verwendungen als Offizier und war zudem 1922 Absolvent der Heereshochschule (Rikugun Daigakkō). Er wurde am 1. August 1934 dem Generalstab (Sanbō Honbu) zugeteilt und fungierte zwischen dem 1. August 1935 und dem 9. März 1939 als Adjutant von Kaiser Hirohito, wobei er in dieser Verwendung am 2. August 1937 zum Oberst befördert wurde. Im Anschluss war er vom 9. März 1939  bis zum 9. März 1940 Kommandeur des 23. Infanterieregiments und lehrte zwischen dem 9. März und dem 6. Juli 1940 zunächst als Dozent an der Heereshochschule, ehe er vom 6. Juli bis zum 2. Dezember 1940 Leiter der Forschungsabteilung der der Heereshochschule war.
Er wurde in dieser Zeit am 1. August 1940 zum Generalmajor befördert und blieb daraufhin an der Heereshochschule, an der er nunmehr zwischen dem 2. Dezember 1940 und dem 7. Dezember 1942 Leitender Offizier und damit Stellvertreter des Kommandanten war. Als Nachfolger von Generalmajor Ayabe Kitsuju war er vom 7. Dezember 1942 bis zu seiner Ablösung durch Generalmajor Teragaki Tadao am 16. Oktober 1944 Chef des Stabes der 1. Regionalarmee (Daiichi hōmen gun) und erhielt in dieser Funktion am 28. Oktober 1943 auch seine Beförderung zum Generalleutnant. Er wurde am 16. Oktober 1944 zum Kommandeur der auf der Malaiischen Halbinsel neu aufgestellten 94. Division ernannt, der sogenannten „Intensiven Division“ (Iretsu Heidan), und hatte dieses Kommando bis zu seiner Ablösung durch Generalleutnant Inōe Yoshisuke am 23. Mai 1945 inne. Zum Ende des Zweiten Weltkrieges wurde er am 22. Mai 1945 als Nachfolger von Generalleutnant Tanaka Shin’ichi zunächst Chef des Stabes der Regionalarmee Burma sowie zuletzt am 29. Juli 1945 stellvertretender Chef des Stabes der Kwantung-Armee. Berichten zufolge kam er am 18. August 1945 bei Taipeh in der damaligen Kolonie Taiwan bei demselben Flugzeugabsturz wie auch Subhas Chandra Bose, Anführer der Legion Freies Indien, ums Leben.

## Hintergrundliteratur
- Saburo Hayashi und Alvin D. Coox: Kogun. The Japanese Army in the Pacific War, The Marine Corps Association, Quantico, Virginia 1959
- Meirion Harries: Soldiers of the Sun: The Rise and Fall of the Imperial Japanese Army, Random House, 1994, ISBN 0-679-75303-6.
- Robert B. Edgerton: Warriors of the Rising Sun: A History of the Japanese Military, Westview Press, 1999, ISBN 0-8133-3600-7.